# Pukhak
 (signalé en mai 2025).
Si vous disposez d'ouvrages ou d'articles de référence ou si vous connaissez des sites web de qualité traitant du thème abordé ici, merci de compléter l'article en donnant les références utiles à sa vérifiabilité et en les liant à la section « Notes et références ».
- Archive Wikiwix
- Bing
- Cairn
- DuckDuckGo
- E. Universalis
- Gallica
- Google
- G. Books
- G. News
- G. Scholar
- Persée
- Qwant
- (zh) Baidu
- (ru) Yandex
- (wd) trouver des œuvres sur Wikidata

Le courant Pukhak (hangeul : 북학 ; hanja : 北學 ; litt. « études du nord ») est un courant réformiste de l'ère Joseon. Son nom est une référence à la ville de Pékin (北京), où ont séjournée la plupart de ses membres. Ceux-ci voit dans le régime Qing une voie à suivre pour réformer la Corée, alors que la Chine connait à la fin du XVIIIe siècle une période de prospérité.

## Membres
- Park Ji-won
- Pak Che-ga